# سیستم دوستی

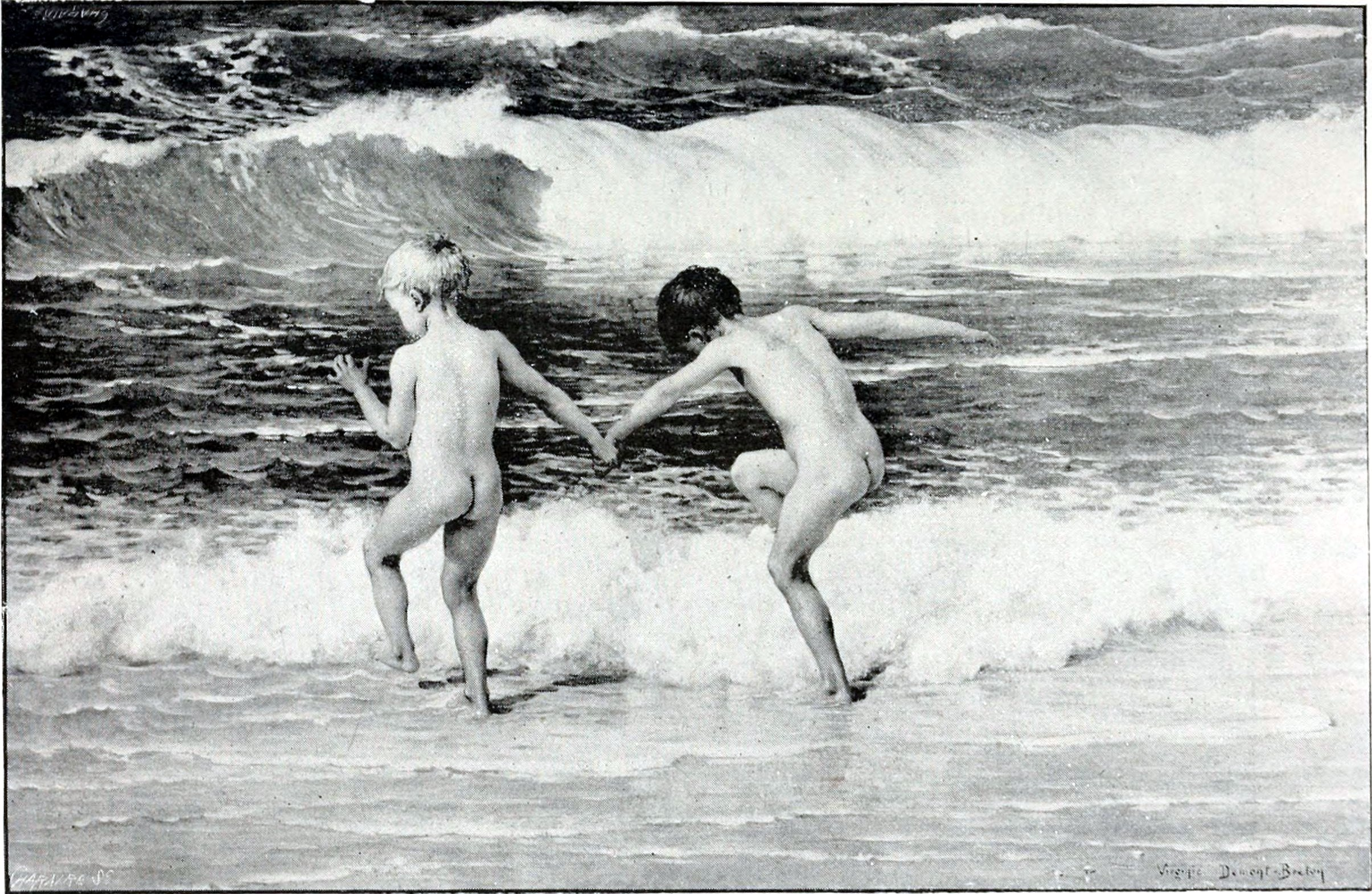
سیستم دوستی

سیستم دوستیابی یک روش است که در آن دو نفر، تحت عنوان " دوستان " ، با هم به عنوان یک مجموعه واحد عمل می کنند، به طوری که آن‌ها قادر به نظارت و کمک به یکدیگر هستند .
مزایای استفاده
در فعالیت‌های پرماجرا یا خطرناک ، که در آن افراد اغلب برابر است ، سود اصلی از سیستم بهبود یافته ایمنی ، هر یک ممکن است قادر به جلوگیری از تبدیل شدن دیگر به یک قربانی یا نجات در بحران است.
هنگامی که این سیستم به عنوان بخشی از آموزش یا القاء تازه‌واردان به یک سازمان استفاده می‌شود، دوستان کم تجربه با سرعت بیشتری می آموزد از تماس نزدیک و مکرر با دوستان با تجربه از زمانی که تنهایی است.
سازمان ها
سیستم دوستان در نیروهای مسلح ایالات متحده استفاده می‌شود، و با نام‌های مختلف در هر شاخه ( " Wingmen " در نیروی هوایی ، "نبرد در انجمن " در ارتش ، " Shipmates " در نیروی دریایی ) ، و نیز به عنوان مراجعه کننده به پیشاهنگی پسر از آمریکا است.
سیستم دوستان نیز به صورت غیررسمی توسط کودکان در سن مدرسه استفاده می‌شود، به ویژه در سفرها. تعیین یک دوست برای هر دانش آموز مقدار بیشتری از ایمنی را فراهم می‌کند و حذف برخی از بار نگه داشتن چشم در تعداد زیادی از کودکان در یک محیط ناآشنا از بزرگسالان نظارت می‌کند .